# Баженов Валентин Георгійович
Валенти́н Гео́ргійович Баже́нов (13 жовтня 1938) — російський учений у галузі механіки. Доктор фізико-математичних наук. Професор. Заслужений діяч науки Росії.
Директор науково-дослідного інституту механіки та завідувач кафедри чисельного моделювання фізико-математичних процесів механіко-математичного факультету Нижньогородського університету імені Миколи Лобачевського (Нижній Новгород).
Наукові інтереси: комп'ютерні методи стійкісних розрахунків конструкцій машинобудування при нестаціонарних динамічних впливах.
Захоплення: риболовля, полювання, бджільництво.